# Avenida Córdoba
La avenida Córdoba es una importante arteria de la ciudad de Buenos Aires, Argentina.
Su nombre rinde homenaje a la provincia argentina de Córdoba.

## Características
Es una extensa avenida que corre paralelamente durante un largo trayecto a las avenidas Santa Fe y Corrientes.
Recorre 8,2 km a través de 9 barrios de la ciudad, siendo una avenida divisoria de los mismos. Desde 1822, un decreto estableció que desde la avenida Callao al oeste la arteria debía tener un ancho de 30 varas, pero en el tramo céntrico llegando hasta la actual Avenida Alem, era una calle angosta desde tiempos coloniales. Recién en julio de 1904 una ordenanza municipal obligó el retiro de las nuevas edificaciones, permitiendo el ensanche del tramo Callao-Alem por etapas, inaugurado en 1945 por el dictador Edelmiro Farrell, como lo recuerda una placa en la plazoleta de Córdoba y Callao.
En el total de su recorrido, la circulación vehicular es hacia el lado ascendente a su numeración, de este a oeste (solía ser de doble mano antes de los 70). Entre las avenidas Leandro Alem y Medrano posee dos carriles para la circulación exclusiva de las líneas de colectivos 7, 26, 29, 39, 45, 99, 106, 109, 115, 132, 151, 168 y taxis
Por debajo de un sector de la avenida corre la Línea D de subterráneos. Existe un proyecto a largo plazo para que la Línea G recorra por debajo de gran parte de esta avenida.
En el 2020 se instaló una bicisenda entre Suipacha y Jorge Newbery. 

## Recorrido
La avenida nace en la Avenida Eduardo Madero y finaliza en la Avenida Federico Lacroze. Hasta el año 1941, a partir de la Calle Gascón hacia Dorrego se denominaba Avenida Dr. Pedro I. Rivera

### Retiro-San Nicolás
Esta arteria comienza en la Avenida Eduardo Madero como continuación del Bulevar Cecilia Grierson, ubicado en el barrio de Puerto Madero. Recorre parte del microcentro de la ciudad, por los barrios céntricos, Retiro y San Nicolás.
Mirando desde el cruce con la Avenida Madero hacia el oeste, la Avenida Córdoba comienza su recorrido en una zona dominada por las torres y edificios de oficinas en el llamado bajo de la Avenida Alem. Bordea primero el complejo de torres Catalinas Norte, comenzado en 1968 con la construcción del Hotel Sheraton Buenos Aires. Al otro lado, junto a un gran lote usado como estacionamiento, se ven los edificios ALAS y Bouchard 710.
Entre la Avenida Alem y la calle 25 de Mayo está el Edificio Proa, que se destaca por su aspecto peculiar que recuerda a una embarcación. En Córdoba 320 está el Edificio Techint. En el cruce con la calle Reconquista está el NH Lancaster Hotel, una obra de influencia inglesa de los arquitectos Acevedo, Becú y Moreno. En la vereda opuesta, media manzana es ocupada por un estacionamiento establecido en un lote donde se han proyectado diversos edificios, incluyendo el actual Hotel Esplendor (antes llamado Phoenix). En el cruce con la calle San Martín está la Galería de las Catalinas. Este sector de la avenida combina edificios de oficinas con edificios de departamentos, con predominancia de la arquitectura academicista.

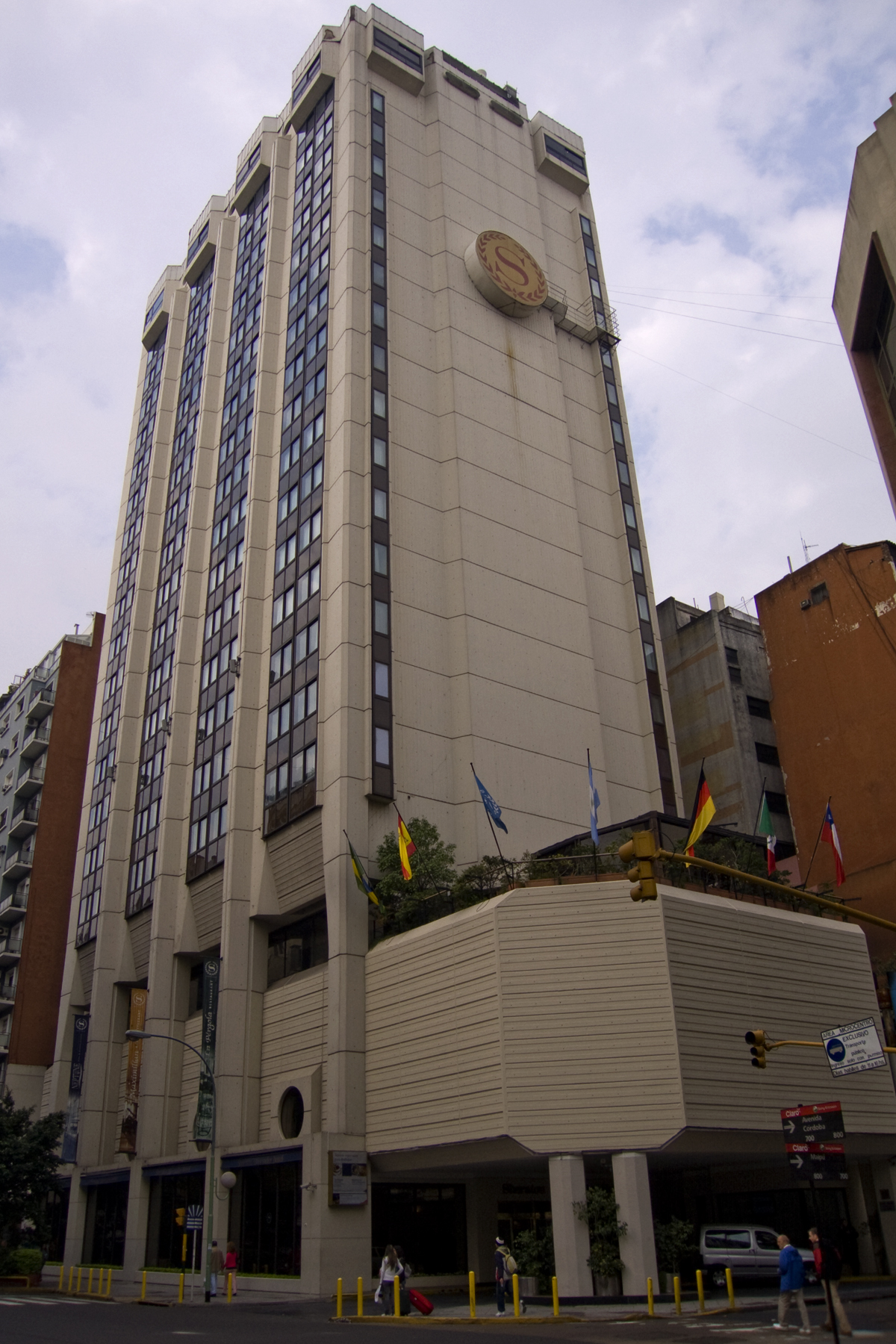
El Hotel Sheraton Libertador

La esquina con la Calle Florida es conocida por ser una zona comercial, allí se encuentran las Galerías Pacífico, edificio construido en 1889 para ser la tienda Bon Marché Argentina, que no llegó a concretarse. En 1990 la antigua galería fue transformada en un centro comercial moderno, aunque conservando su valiosa arquitectura exterior y sus murales de famosos pintores argentinos. En la esquina con la calle Maipú está el Hotel Sheraton Libertador, inaugurado en 1977, y en la vereda opuesta se hallan varias sucursales bancarias.

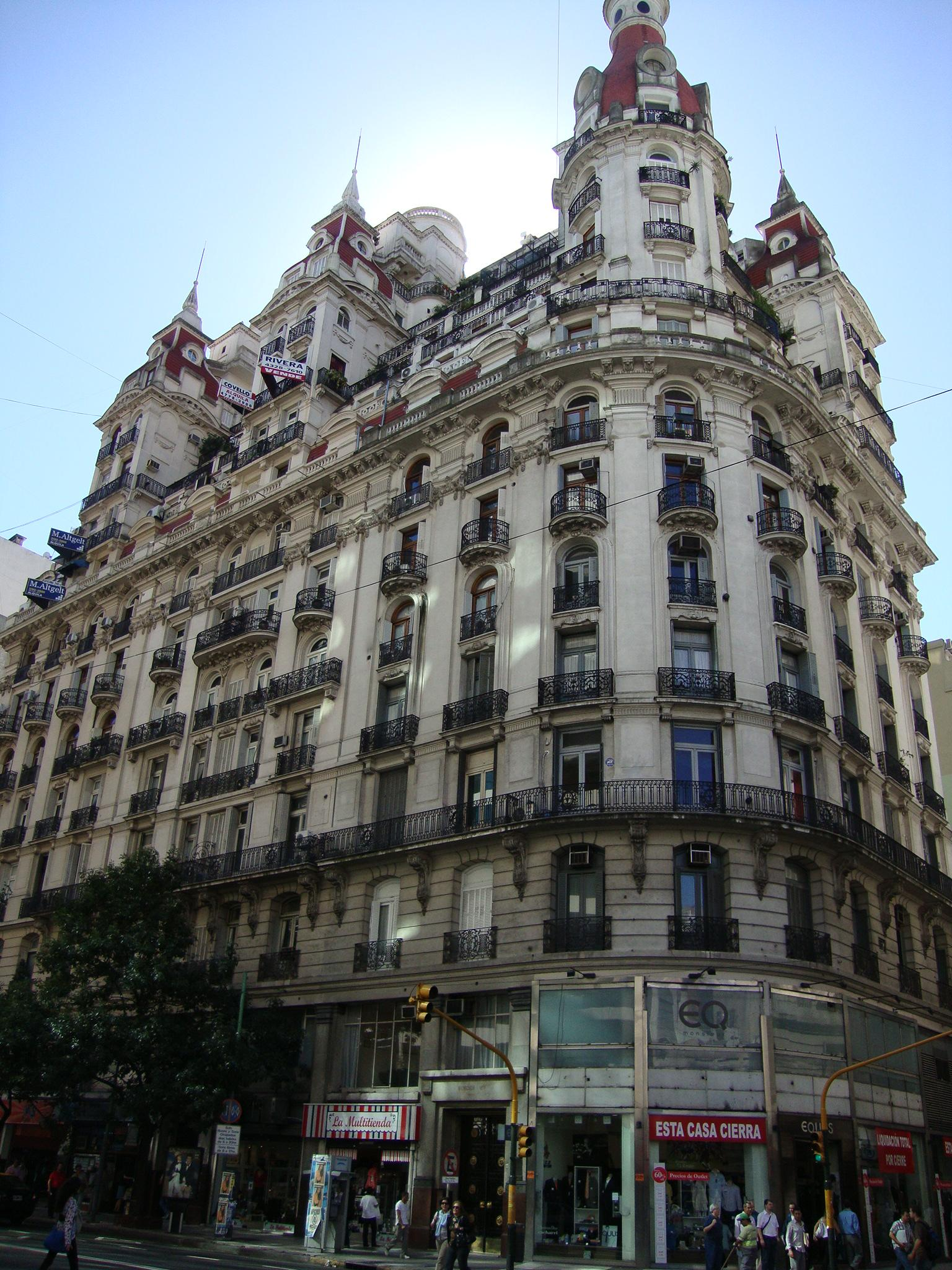
El Edificio Bencich en la esquina de Esmeralda

La esquina con la calle Esmeralda es dominada por uno de los edificios más llamativos de Buenos Aires, un gran inmueble de departamentos de 13 pisos de altura, construido hacia 1927 por la empresa de Bencich Hermanos, según el proyecto del francés Eduardo Le Monnier. Posee varias cúpulas y una mansarda rojiza. En Córdoba 936 funciona la Alianza Francesa de Buenos Aires.
Luego de cruzar la Avenida 9 de Julio, recorre el ala norte de la Plaza Lavalle. En el cruce con la calle Libertad está el Teatro Nacional Cervantes, donde también funciona el Museo Nacional del Teatro.
Desde la Plaza Lavalle, la avenida Córdoba tiene un predominio de los edificios residenciales, alejándose del centro judicial de la ciudad. Tiene una gran cantidad de comercios que apuntan a las clases media y alta porteñas. A partir de la calle Montevideo y durante dos cuadras, la vereda sur se transforma en un parque lineal, ya que sus edificios están más retirados y la amplia vereda es arbolada. Allí funcionó durante décadas un mercado a cielo abierto. A partir de la calle Uruguay divide los barrios de Recoleta y San Nicolás.

### Recoleta-Balvanera

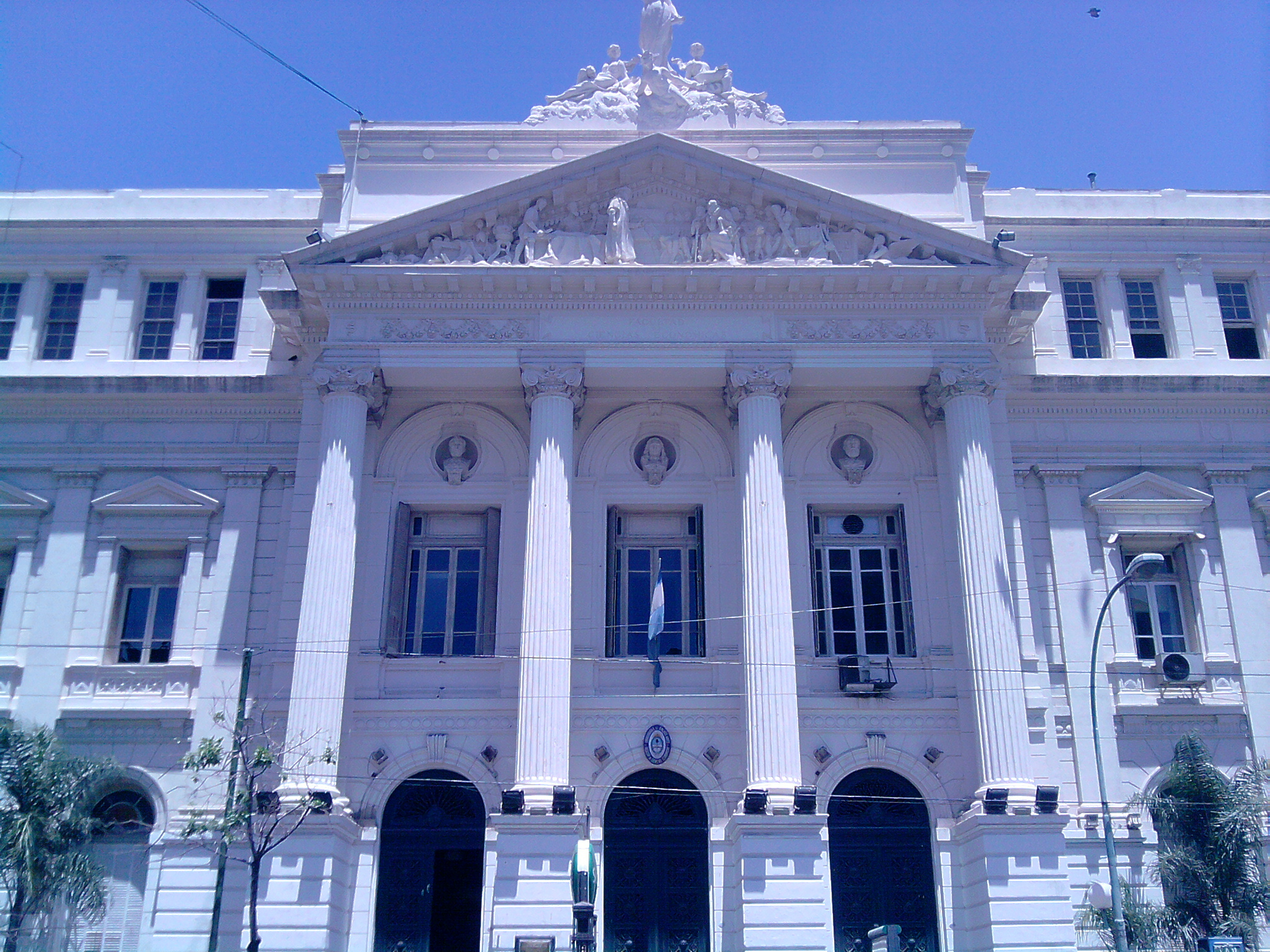
Frente de la Facultad de Ciencias Económicas sobre Avenida Córdoba (fotografiado desde la Plaza Houssay).

Al cruzar la Avenida Callao, Córdoba divide los barrios de Balvanera y Recoleta.
Entre las calles Riobamba y Ayacucho se encuentra el Palacio de Aguas Corrientes imponente edificio ecléctico inaugurado en 1894 que aloja 12 tanques proveedores de agua para la ciudad -ahora ya en desuso- y las actuales oficinas de AySA. El estilo puede encuadrarse dentro del impuesto en el Segundo Imperio Francés destacándose las piezas de cerámica policromada y los abundantes ornamentos en la fachada. Su revestimiento fue realizado en 130 mil ladrillos esmaltados y 300 mil piezas de cerámica traídos de Bélgica e Inglaterra numerados para facilitar su colocación. Los hierros son belgas y los ladrillos mitad ingleses y mitad argentinos. En su interior funcionan también el Museo del Patrimonio Histórico y el Archivo de Planos Domiciliarios. Este edificio es considerado por gran mayoría de los porteños como el más bello de la ciudad y su diseño pertenece al arquitecto noruego Olaf Boye.
Frente al Palacio de Aguas se halla la Escuela Normal Superior N.º 1 «Roque Sáenz Peña», y en la esquina siguiente se destaca la cúpula del Instituto Alicia Moreau de Justo.
Entre las calle Junín y Presidente José E. Uriburu se encuentran la Plaza Houssay, las facultades de Ciencias Económicas y Medicina de la Universidad de Buenos Aires y el Hospital de Clínicas José de San Martín.
En cuestión de transporte, se encuentran las estaciones Callao y Facultad de Medicina de la Línea D de subterráneos.
Entre las calles Azcuénaga y Larrea, la avenida realiza una curva importante hacia el noreste, y luego entre la Avenida Pueyrredón y la calle Boulogne Sur Mer realiza una contracurva (hacia el este) de similares características. Entre las calles Jean Jaurés y Dr. Tomás de Anchorena está la Plaza Monseñor de Andrea.

### Almagro-Palermo-Villa Crespo

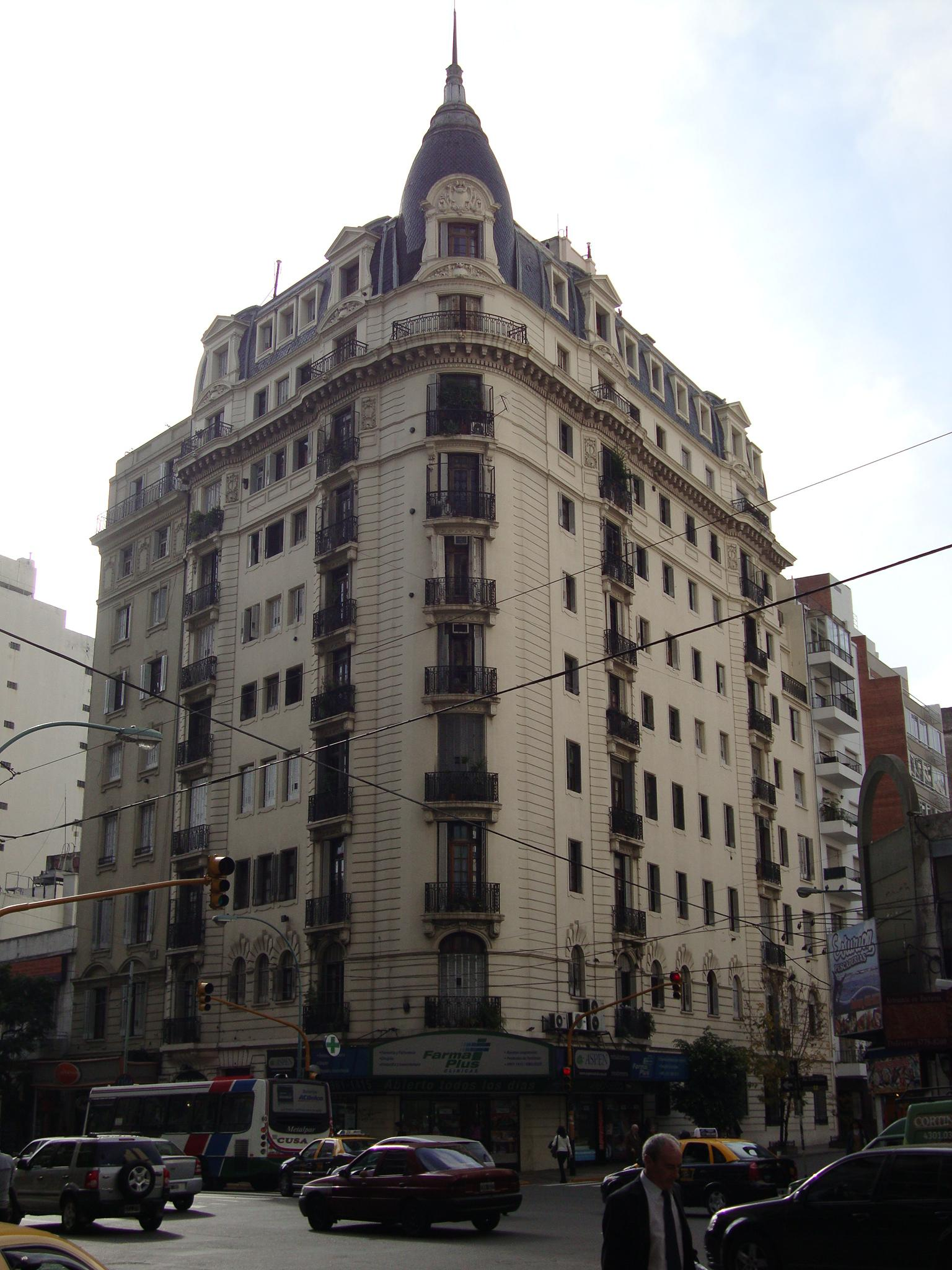
Edificio en Av. Córdoba y Larrea

Al cruzar la calle Gallo sirve de límite entre los barrios de Almagro y Recoleta. En esa esquina se encuentra la Iglesia de María Inmaculada, con su instituto de educación católica. En la siguiente cuadra se halla la Iglesia de Nuestra Señora del Valle. Luego de cruzar la calle Mario Bravo sirve de límite entre Almagro y Palermo. 
En la esquina de la calle Gascón bifurca su curso, al tiempo que se une con la calle Lavalle. Toma dirección nuevamente noreste; desde aquí y en dirección oeste se inicia la Avenida Estado de Israel. En esta zona la densidad habitacional ya ha bajado notablemente, y los edificios de pocos pisos superan a los modernos, de mayor altura.
800 metros más adelante de la Avenida Scalabrini Ortiz y ya sirviendo de límite entre Palermo y Villa Crespo, la avenida cruza las vías del Ferrocarril General San Martín. En esta ubicación se ubicaba el Puente de la Reconquista correspondiente a la Avenida Juan B. Justo, construcción que pasaba por encima de Córdoba, siendo demolido en 2018.

### Chacarita

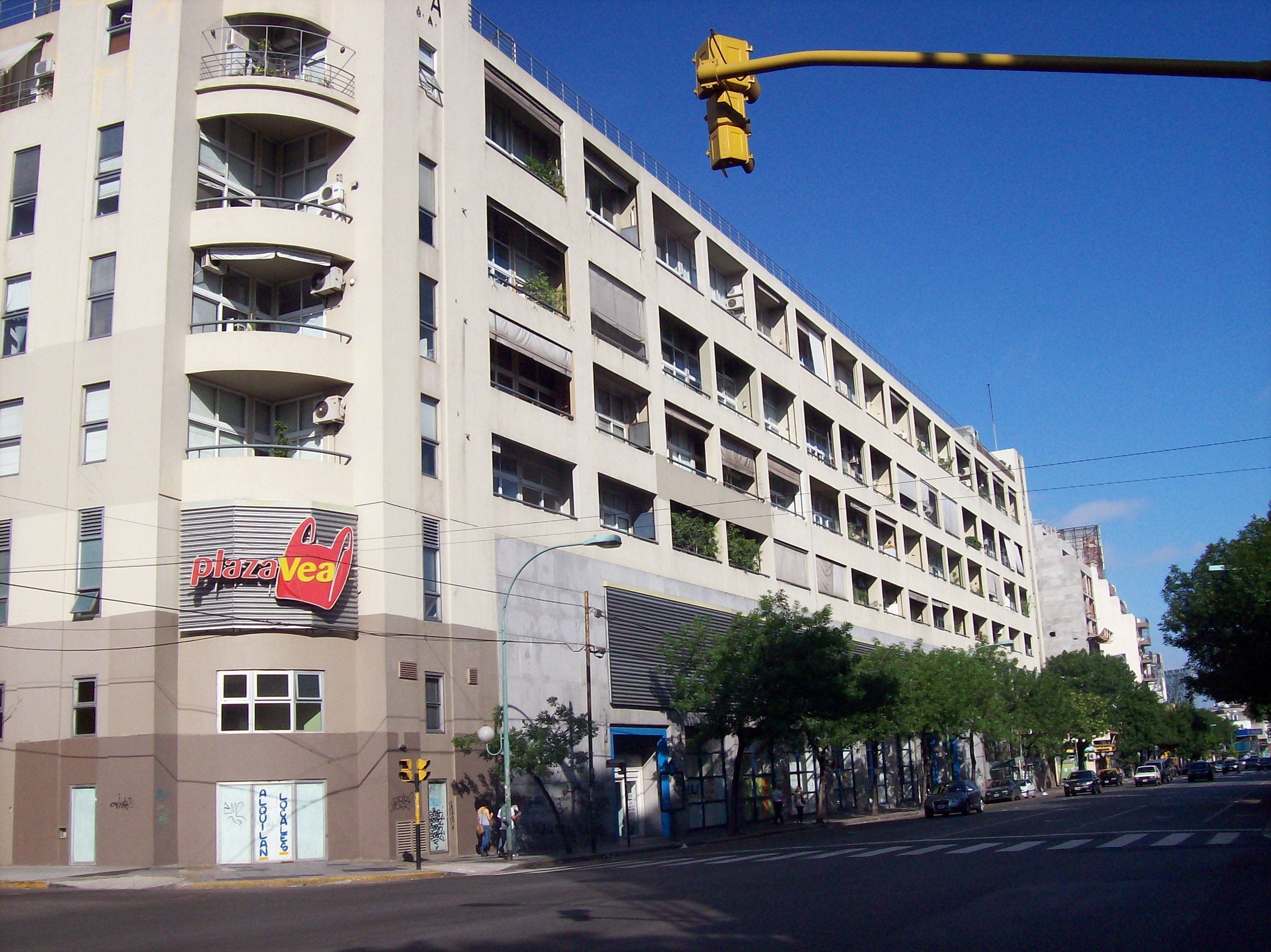
Edificio, ex "La Algodonera"

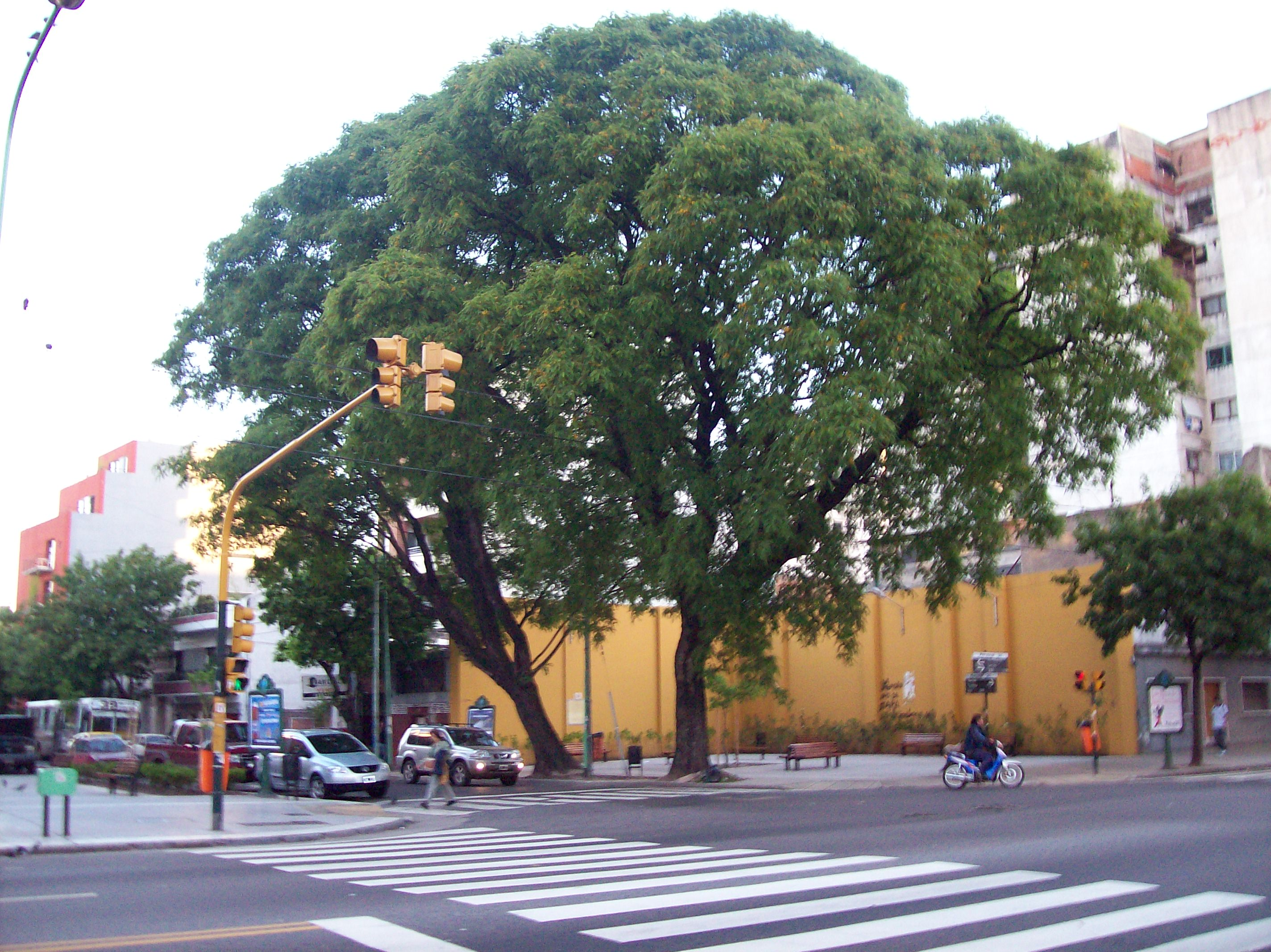
Final (ya calle), sobre Lacroze.

Sirve de límite entre los barrios de Palermo y Chacarita desde las vías del San Martín hasta que entra al barrio de Chacarita al cruzar la Avenida Dorrego. 
Del lado noreste, entre las calles Santos Dumont y Concepción Arenal, una manzana entera es ocupada por el llamado Edificio La Algodonera por haber sido una exfábrica de productos del algodón. Hoy el edificio está refuncionalizado para viviendas tipo loft, por los arquitectos Dujovne-Hirsch, y en su planta baja funciona un hipermercado.
Desde su cruce con la Av. Jorge Newbery, Córdoba vuelve a ser calle por 300m, hasta finalizar en la Avenida Federico Lacroze, en donde la continúa la calle Giribone.

## Cruces importantes y lugares de referencia
A continuación, se presenta un mapa esquemático de los principales cruces de esta avenida.
| RMq | RMKRZ | RMq |

| RMq | RMKRZ | RMq |

|  | RMTEEaq | STRq |

|  | RM |

| STRq | RMKRZ | STRq |

| STRq | RMKRZ | STRq |

| WALK | RMKRZ | BUILDING |

| STRq | RMKRZ | STRq |

| RMq | RMKRZ | RMq |

| ARCH | RM |  |

| STRq | RMKRZ | STRq |

|  | RM | lNAT |

|  | RM |

|  | RMTEEaq | STRq |

| RMq | RMKRZ | RMq |

| STRq | RMKRZ | STRq |

|  | RM | ARCH |

|  | RM | ARCH |

| STRq | RMKRZ | STRq |

| ARCH | lNAT | RM |  |  |

|  | RM | ARCH |

| BUILDING | CONTgq | RMKRZ | STRq |  |

| HOSPITAL | RM |  |

|  | RM |

| RMq | RMKRZ | RMq |

| STRq | RMKRZ | STRq |

| lNAT | RM |  |

| STRq | RMKRZ | STRq |

| HOSPITAL | CONTgq | RMKRZ | STRq |  |

|  | RM |

| RMq | RMKRZ | RMq |

| TEEa | RMKRZ | STRq |

| HOSPITAL | RM |  |

| STRq | RMKRZ | STRq |

| BUS3 + STR2+4 | STRl + RM | STR+r |

|  | RM | CONTf |

| RMq | RMKRZ | RMq |

|  | RM |

|  | RM |

| RMq | RMKRZ | RMq |

| BAHN | RMu + RGq |  |

|  | RM | BUILDING |

| STRq | RMKRZ | TEEe |

|  | RM | lNAT |

|  | RM |

| TEEa | RMKRZ | RMq |

| SHOPPING | RM |  |

| RMq | RMKRZ | RMq |

|  | STR |

| RMq | RMKRZ | RMq |

|  | CONTf |